# Тригон
У астрології тригон (або трипліцитет) — це група з трьох знаків зодіаку, що належать одному елементу. Знаки зодіаку згуртовані по три у чотири групи.
Західна астрологія об'єднує у трипліцитети знаки, розташовані один стосовно одного під кутом у 120 градусів. Аспект між такими знаками називається тригоном і вважається потужним і гармонійним, оскільки об'єднує сумісні та подібні за якостями знаки, взаємодія між якими є природною, сприятливою та легкоздійснюваною.

## Концепція чотирьох першоелементів

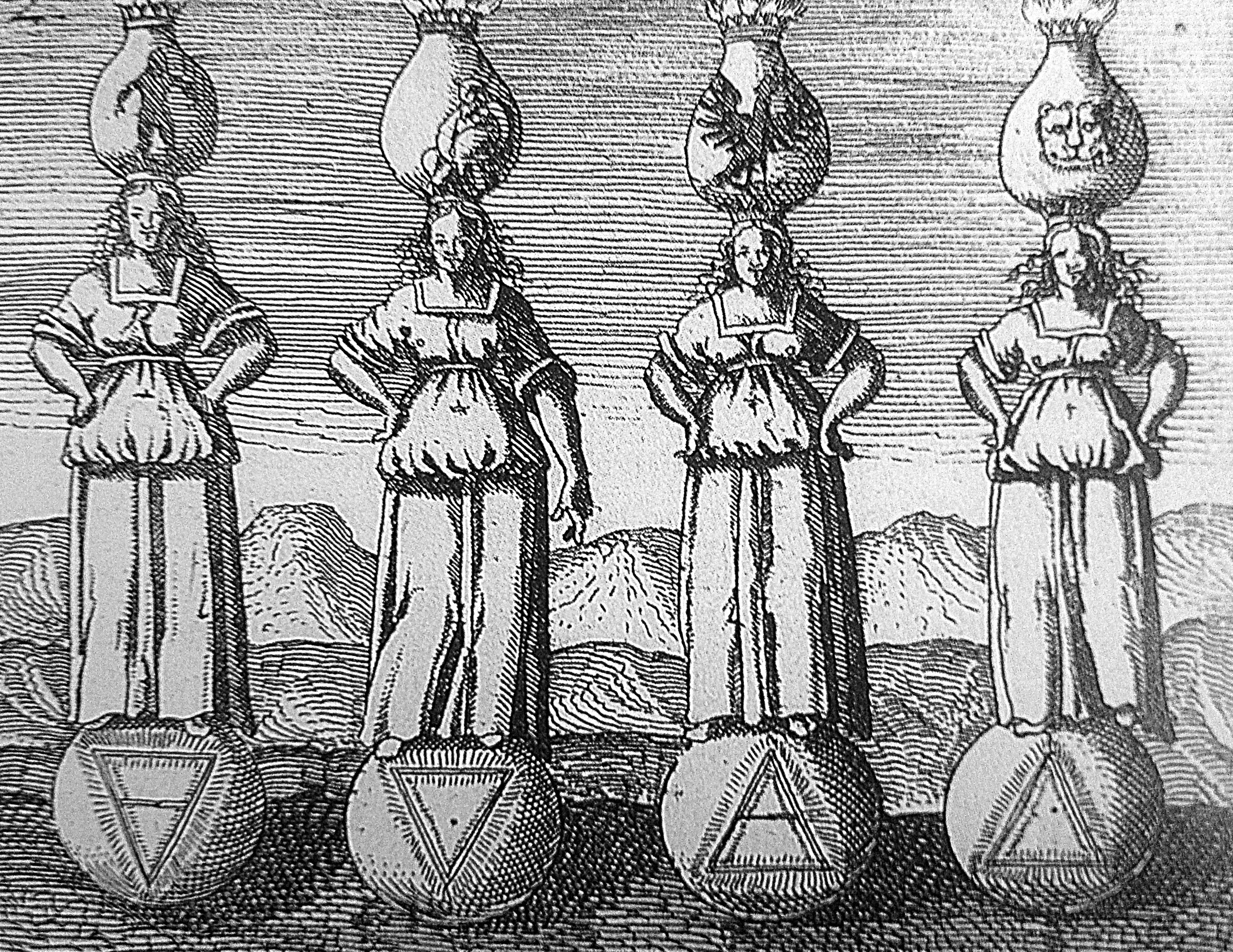
Чотири першоелементи

У традиційній астрології концепція трипліцитету базувалась на чотирьох першоелементах світобудови і мала важливе значення.
Натурфілософія Емпедокла з Агрігента (490–430 до н. е.) стверджує, що всі матеріальні об'єкти утворюються при з'єднанні вічних і незмінних елементів-стихій: води, повітря, землі і вогню під дією космічних сил любові (тяжіння) і ненависті (відштовхування). Найвирішальніший внесок у теорію чотирьох першоелементів зробив Аристотель, який додав концепції чотири елементарні якості. За Аристотелем, елементи-стихії це не матеріальні субстанції, а носії певних якостей: тепла, холоду, сухості і вологості.
Поєднання активних і пасивних неподільних якостей створює той чи інший з елементів. Таким чином, вогонь гарячий і сухий за якостями, повітря гаряче і вологе, земля холодна і суха, а вода холодна і мокра.

## Трипліцитетистихій

Чотири стихії та їх складові за Аристотелем

За властивостями елементів дванадцять астрологічних знаків зодіаку (за Марком Манілієм) можна згутрувати в такий спосіб:
- Вогонь: Овен, Лев і Стрілець — гарячий, сухий
- Земля: Телець, Діва і Козоріг — холодний, сухий
- Повітря: Близнюки,Терези і Водолій — гарячий, вологий
- Вода: Рак, Скорпіон і Риби — холодний, вологий

## Управління
У традиційній астрології кожен трипліцитет має декілька планетарних правителів, які змінюються з умовами секти — тобто залежно денна чи нічна карта.
Управителями трипліцитетів (система Доротея Сідонського) є:
| Трипліцитет                          | Денний управитель | Нічний управитель | Спільний управитель |
| ------------------------------------ | ----------------- | ----------------- | ------------------- |
| Вогонь (Овен, Лев, Стрілець):        | Сонце             | Юпітер            | Сатурн              |
| Земля (Телець, Діва, Козоріг):       | Венера            | Місяць            | Марс                |
| Повітря (Близнята, Терези, Водолій): | Сатурн            | Меркурій          | Юпітер              |
| Вода * (Рак, Скорпіон, Риби):        | Венера *          | Марс              | Місяць              |